# Україна 24
«Україна 24» — закритий загальноукраїнський інформаційний  телеканал, що входив до медіаконгломерату «Медіа Група Україна» Ріната Ахметова.

## Історія
2 грудня 2019 року телеканал «Україна 24», створений шляхом ребрендингу телеканалу «Ескулап TV», розпочав технічне мовлення.
16 грудня 2019 року телеканал розпочав повноцінне мовлення на всій території України, у кабельних мережах операторів, на супутниковій платформі «Xtra TV» та ОТТ-платформі «Oll.tv». Відбувся запуск прямоетерних talk-студій із ведучими та щогодинних випусків новин.
У січні 2020 року канал отримав супутникову ліцензію на мовлення у відкритому, некодованому вигляді.
2020 року в етері телеканалу відбувся запуск таких інформаційних програм, як: «Реальна політика з Євгенієм Кисельовим», «Зворотній зв'язок», «Час Голованова», «Україна з Тиграном Мартиросяном», «HARD з Влащенко», «Світогляд. Сьогодні» тощо.
У березні 2020 року телеканал «Україна 24», продакшн новин телеканалу «Україна» «Сьогодні» та сайт segodnya.ua увійшли до «Новинної групи Україна».
Наприкінці листопада 2020 року була запущена нова студія з технологією 360 градусів.
2021 року телеканал став лауреатом премії «Людина року» в номінації «Інформаційно-новинний телеканал року».
З 1 жовтня 2021 року запущена нова телестудія з оновленою технологією доповненої реальності та камерою MAT-TOWERCAM.
У зв'язку з російським вторгненням в Україну з 24 лютого до 22 липня 2022 року телеканал цілодобово транслював інформаційний марафон «Єдині новини». В етері була відсутня реклама.
11 липня 2022 року кінцевий власник медіахолдингу Рінат Ахметов оголосив про припинення діяльності телеканалів і друкованих ЗМІ «Медіа Групи Україна» та вихід материнської компанії «SCM» з медіа бізнесу, обумовивши це прийняттям закону про деолігархізацію. Всі ліцензії якими володіли телеканали будуть передані у власність держави. Пізніше у медіагрупі прояснили що державі передані тільки ліцензії, які видавала НацРада з питань телебачення та радіомовлення, а активи телеканалів будуть розпродані.
22 липня 2022 року телеканал припинив своє мовлення.

## Рейтинги
2021 року частка телеканалу склала 0,22 % з рейтингом 0,03 % (дані системи рейтингів Nielsen, аудиторія 18-54 міста 50 тис.+, 30-е місце серед українських каналів).

## Керівництво
Канал «Україна 24» входив до медіа-холдингу «Медіа Група Україна», якою володіла група «Систем кепітал менеджмент» бізнесмена Ріната Ахметова.
- Дмитро Белянський — голова «Новинної Групи Україна»
- Сергій Логунов — директор «Новинної Групи Україна»
- Юрій Сугак — головний редактор «Новинної Групи Україна»

## Програми в
- «Реальна політика з Євгеном Кисельовим»
- «Час Голованова»
- «Україна з Тиграном Мартиросяном»
- «Україна сьогодні»
- «Сьогодні. Ранок»
- «Сьогодні. Ранок. Вихідний»
- «Сьогодні. День»
- «Сьогодні. День. Вихідний»
- «Сьогодні. Ввечері»
- «Сьогодні. live»
- «Сьогодні. Новини»
- «Народ проти» (раніше — на «ZIK»)
- «HARD з Влащенко» (раніше — на «ZIK»)
- «Ток-шоу № 1»
- «Ранок чемпіонів»
- «Новини спорту»
- «Без краватки» (раніше — на «НЛО TV»)
- «Свобода слова Савіка Шустера»
- «Велика П'ятниця»
- «Правда з Дмитром Співаком»
- «Підсумки місяця з Доктором Комаровським»
- «Чергові по країні»
- «Ток-шоу Сьогодні»
- «Висока напруга»
- «Крим.Реалії»
- «Донбас Реалії»
- «Велике інтерв'ю з Тиграном Мартиросяном»
- «Вечір з Яніною Соколовою»
- «Як вам не соромно»
- «Міфоломи»
- «Україна завтра»
- «Зворотній зв'язок»
- «Як звучить Україна»
- «Світогляд. Сьогодні»
- «Споживач має право»
- «Дійові особи тижня»
- «Україна обирає»
- «Лабораторія здоров'я»
- «Зіркоманія»
- «Перші»
- «Велика деолігархізація»
- «Економіка»
- Новорічне шоу «Все буде красиво»

## Ведучі
- Василь Голованов
- Євген Кисельов
- Тигран Мартиросян
- Олена Чабак
- Борис Іванов
- Марія Скиба
- Віолетта Логунова
- Андрій Булгаров
- Микита Міхальов
- Олексій Бурлаков
- Олена Цинтила
- Алла Щоличева
- Олег Білецький
- Віталій Прудиус
- Віра Свердлик
- Вікторія Малосвітна
- Катерина Федотенко
- Юлія Войнар
- Тала Калатай
- Юлія Галушка
- Наташа Влащенко
- Максим Бужанський
- Юрій Михальчишин
- Натала Набокова
- Лада Тесфайє
- Костянтин Лінчевський
- Євген Зінченко
- Богдан Машай
- Дмитро Коляденко
- Григорій Палій
- Ольга Грицик
- Юлія Мендель
- Анна Степанець
- Володимир Полуєв
- Дмитро Співак
- Євген Комаровський
- Юрій Бібік
- Леся Вакулюк
- Яніна Соколова
- Анна Кунець
- Олесь Гарджук
- Сергій Никифоров
- Іванна Онуфрійчук
- Максим Несміянов
- Іван Яковина
- Поліна Стаднік
- Сергій Чернишов
- Лейла Мамедова
- Дмитро Степовий
- Тетяна Шевченко

## Редакційна політика
Регулярними гостями телеканалу у прайм-тайм були: інтерв'юєр Дмитро Гордон, ексспікер Верховної Ради Дмитро Разумков, український журналіст Юрій Бутусов, нардеп від партії «Голос» Сергій Рахманін, російський журналіст Євген Кисельов, мер Києва Віталій Кличко, волонтер Сергій Притула, лідер «Радикальної партії» Олег Ляшко, лідер «Української стратегії» Володимир Гройсман, лідер «Сили і честі» Ігор Смешко тощо.
15 вересня 2020 до денного етеру каналу було запрошено як політичного експерта для коментування ситуації в Білорусі та розвитку «Союзного государства» росіянина Сергія Маркова‎, незважаючи на його антиукраїнські погляди та наявність рішення СБУ про визнання його персоною нон грата в Україні від 2008 року. Згодом Маркова вивели з етеру задля трансляції передвиборчого брифінгу Олега Ляшка.